# Cassaro
Cassaro – miejscowość i gmina we Włoszech, w regionie Sycylia, w prowincji Syrakuzy.
Według danych na rok 2004 gminę zamieszkiwało 909 osób, 47,8 os./km².